# Chrysopogon festucoides
Chrysopogon festucoides är en gräsart som först beskrevs av Karel Presl, och fick sitt nu gällande namn av Jan Frederik Veldkamp. Chrysopogon festucoides ingår i släktet Chrysopogon och familjen gräs. Inga underarter finns listade i Catalogue of Life.